# Elisabetta Artuso
Elisabetta Artuso (Grosseto, 25 aprile 1974) è una mezzofondista italiana, specializzata negli 800 metri piani.

## Biografia
Iniziò a praticare l'atletica leggera nelle file dell'Atletica Grosseto sotto la guida degli allenatori Gianni Natali e Marcello Cesaroni. Dal 2000 al 2013 ha vestito la maglia del Gruppo Sportivo Forestale, società con la quale ha conquistato 8 titoli italiani negli 800 metri piani (cinque indoor e tre all'aperto) e due nella staffetta 4×400 metri.
Nella sua carriera ha partecipato a diverse manifestazioni internazionali, senza però riuscire mai a salire sul podio.

## Progressione

### 800 metri piani
| Stagione | Risultato | Luogo              | Data      | Rank. Mond. |
| -------- | --------- | ------------------ | --------- | ----------- |
| 2011     | 2'03"74   | Arzana             | 30-4-2011 |             |
| 2010     | -         | -                  | -         | -           |
| 2009     | 2'04"50   | Rovereto           | 1-9-2009  |             |
| 2008     | -         | -                  | -         | -           |
| 2007     | 2'03"04   | Lignano Sabbiadoro | 15-7-2007 |             |
| 2006     | -         | -                  | -         | -           |
| 2005     | 2'03"06   | Rieti              | 28-8-2005 |             |
| 2004     | 2'01"04   | Roma               | 2-7-2004  |             |
| 2003     | 2'02"79   | Trento             | 31-5-2003 |             |
| 2002     | 2'02"90   | Rovereto           | 28-8-2002 |             |
| 2001     | 2'03"39   | Rieti              | 2-9-2001  |             |
| 2000     | 2'03"07   | Milano             | 7-6-2000  |             |
| 1999     | 2'01"91   | Torino             | 24-6-1999 |             |
| 1998     | 2'02"57   | Roma               | 14-7-1998 |             |

## Palmarès
| Anno | Manifestazione          | Sede             | Evento                | Risultato    | Prestazione | Note |
| ---- | ----------------------- | ---------------- | --------------------- | ------------ | ----------- | ---- |
| 1997 | Universiadi             | Catania          | 800 metri             | elim. semif. |             |      |
| 1997 | Universiadi             | Catania          | Staffetta 4×400 metri | 8ª           | 3'39"47     |      |
| 1998 | Europei indoor          | Valencia         | 800 metri             | elim. batt.  | 2'07"93     |      |
| 1999 | Universiadi             | Palma di Maiorca | 800 metri             | elim. semif. | 2'07"79     |      |
| 2001 | Giochi del Mediterraneo | Tunisi           | 800 metri             | elim. batt.  | 2'08"10     |      |

## Campionati nazionali
- 3 volte campionessa italiana assoluta degli 800 metri piani (2001, 2004, 2011)
- 2 volte campionessa italiana assoluta della staffetta 4×400 metri (2004, 2007)
- 5 volte campionessa italiana assoluta degli 800 metri piani indoor (1998, 2002, 2003, 2005, 2011)

1998
- Oro ai campionati italiani assoluti di atletica leggera indoor, 800 metri - 2'06"11

2001
- Oro ai campionati italiani assoluti di atletica leggera, 800 metri - 2'05"45

2002
- Oro ai campionati italiani assoluti di atletica leggera indoor, 800 metri - 2'07"06

2003
- Oro ai campionati italiani assoluti di atletica leggera indoor, 800 metri - 2'05"34

2004
- Oro ai campionati italiani assoluti di atletica leggera, 800 metri - 2'03"03
- Oro ai campionati italiani assoluti di atletica leggera, staffetta 4×400 metri - 3'37"52[1]

2005
- Oro ai campionati italiani assoluti di atletica leggera indoor, 800 metri - 2'04"78

2006
- Argento ai campionati italiani assoluti indoor, 800 m piani - 2'06"25

2007
- Bronzo ai campionati italiani assoluti di atletica leggera indoor, 800 metri - 2'05"45
- Bronzo ai campionati italiani assoluti di atletica leggera, 800 metri - 2'03"57
- Oro ai campionati italiani assoluti di atletica leggera, staffetta 4×400 metri - 3'40"76[2]

2009
- Bronzo ai campionati italiani assoluti di atletica leggera, 800 metri - 2'04"88

2010
- Argento ai campionati italiani assoluti di atletica leggera indoor, 800 metri - 2'06"98
- Argento ai campionati italiani assoluti di atletica leggera, 800 metri - 2'07"62

2011
- Oro ai campionati italiani assoluti di atletica leggera indoor, 800 metri - 2'11"54
- Oro ai campionati italiani assoluti di atletica leggera, 800 metri - 2'07"11

2012
- Bronzo ai campionati italiani assoluti di atletica leggera indoor, 800 metri - 2'08"21

2013
- Argento ai campionati italiani assoluti di atletica leggera indoor, staffetta 4×400 metri - 1'39"04[3]